# Dejan Savić
Dejan Savić (Beograd, 24. travnja 1975.), bivši srpski vaterpolist, od prosinca 2012. izbornik Srbije. Većinu karijere proveo je u Partizanu, jedino je na kraju iste od 2010. do 2011. igrao za Crvenu zvezdu. Prije početka EP-a 2008. Savić je odigrao 428 utakmica i postigao 400 pogodaka. Posljednju utakmicu karijere odigrao je kao igrač Crvene zvezde čiji je trenutno trener. Kao trener Zvezde u prvoj sezoni osvojio je kup Srbije, titulu prvaka Srbije i naslov prvaka Europe. U prosincu 2012. naslijedio je Dejana Udovičića postavši drugim izbornikom u povijesti srbijanske vaterpolske reprezentacije. Bez ijednog poraza doveo je srbijansku reprezentaciju do naslova pobjednika Svjetske lige 2013.